# Betty Constable
Pour les articles homonymes, voir Constable.
Elizabeth Howe "Betty" Constable, née le 8 novembre 1924 à Natick et morte le 9 septembre 2008 à Skillman, est une joueuse de squash représentant les États-Unis. Elle est championne des États-Unis à 5 reprises entre 1950 et 1959. En 2000, elle fait partie des premières intronisations au Temple de la renommée du squash américain,. Après l'arrêt de sa carrière de joueuse, elle devient l’entraîneur réputé de l'équipe féminine de l'université de Princeton.

## Biographie
Betty Constable est la fille du général William F. Howe et de Margaret Howe qui fut triple championne des États-Unis de squash entre 1929 et 1934. Sa sœur jumelle Peggy White, née 20 minutes après, est également joueuse de squash et championne des États-Unis de squash en 1952 et 1953, perdant également trois finales. La Howe Cup, un prix prestigieux en squash féminin américain, porte le nom de la famille.
Elle est diplômée de l'école Brimmer and May School de Chestnut Hill. Elle travaille comme infirmière auxiliaire à la Croix-Rouge américaine pendant la Seconde Guerre mondiale plutôt que d'aller à l'université. Elle commence à jouer au squash juste après et devient la joueuse dominante des années 1950 grâce à un puissant coup droit de gauchère et un style de jeu très agressif.
Après que l'université de Princeton a admis les femmes comme étudiantes, elle inclut le squash comme l'un des six sports interuniversitaires pour les femmes dans l'année académique 1971-1972, et nomme Betty Constable comme coach. Ses équipes ont un record de 117-15 dans l'ensemble, et 73-11 dans la Ivy League. Dix de ses équipes étaient invaincues.

## Palmarès

### Titres
- Championnats des États-Unis : 5 titres (1950, 1956-1959)